# Bendada
Bendada (Sabugal) is een plaats (freguesia) in de Portugese gemeente Sabugal en telt 677 inwoners (2001).